# Crostwitzer Passionsspiele

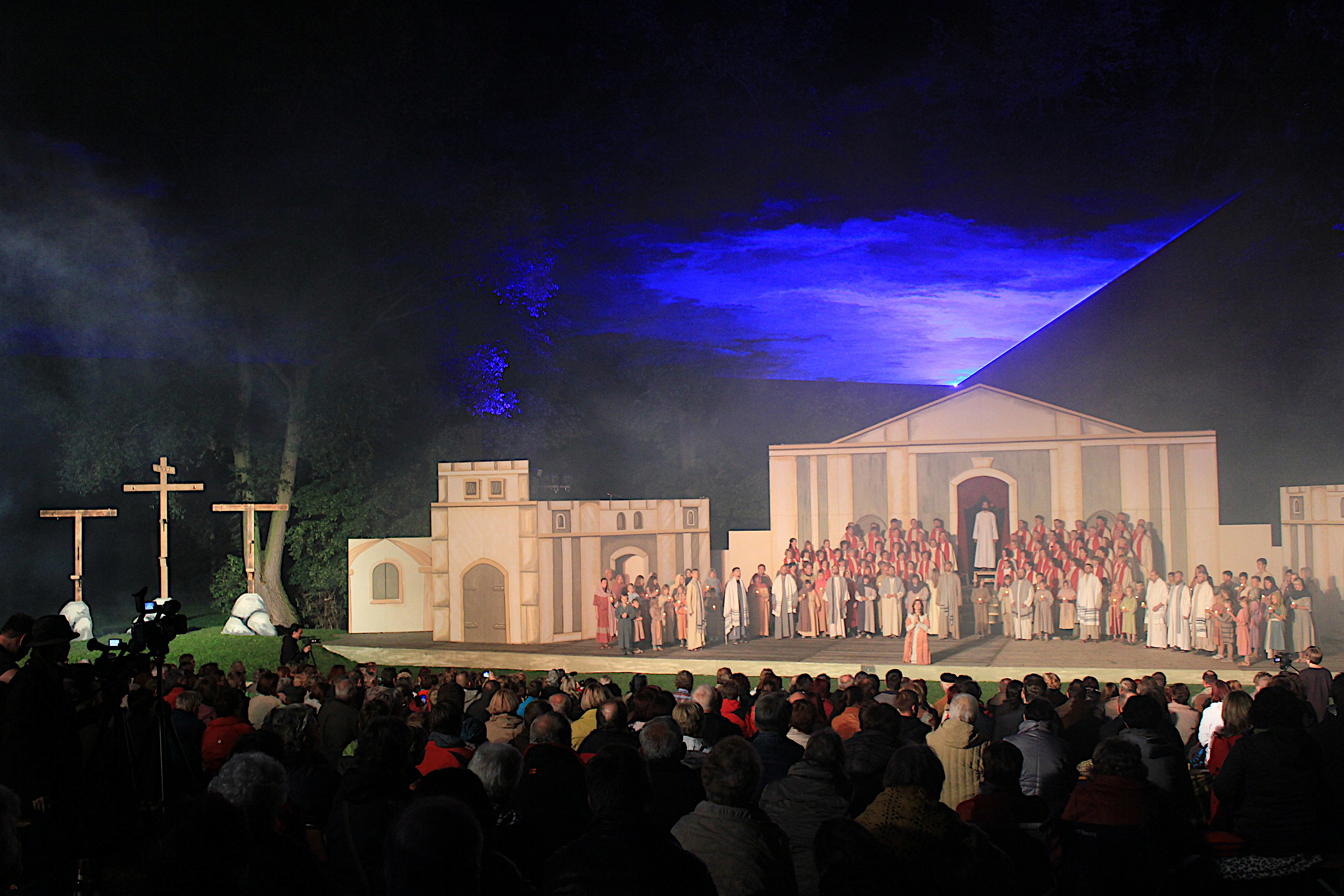
Bühnenbild 2015

Die Crostwitzer Passionsspiele (obersorbisch Chróšćanske pasionske hry) sind ein Passionsspiel, das in Crostwitz in der sorbischen Oberlausitz von Laienspielern aufgeführt wird und die Geschichte der letzten Tage im Leben von Jesus Christus und des Leidens und Sterbens Jesu am Kreuz darstellt.

## Aufführungsgeschichte

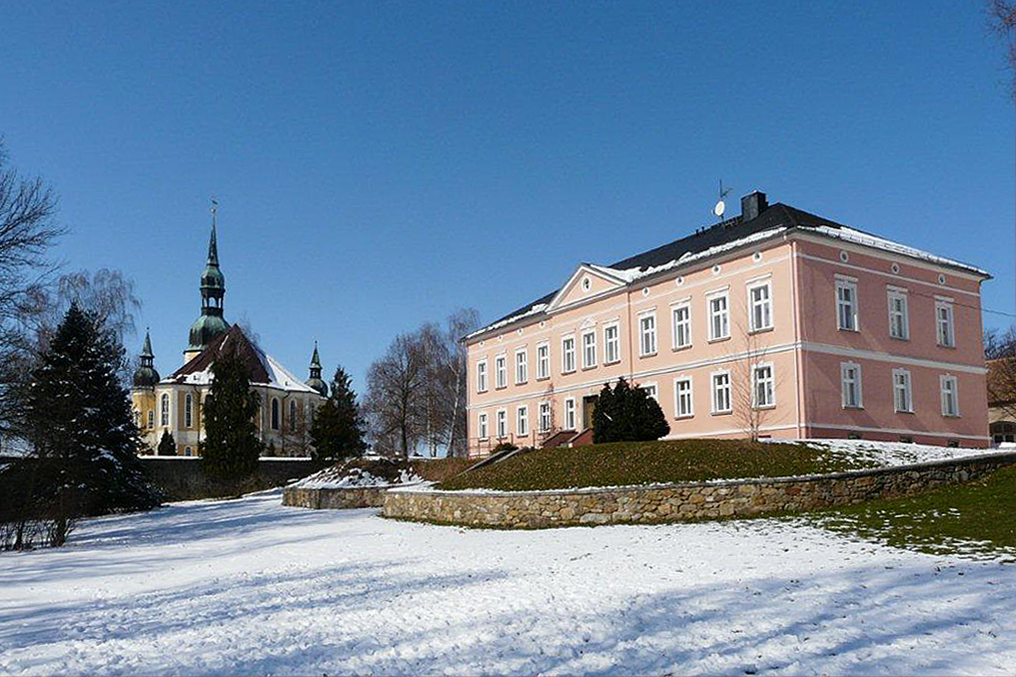
Pfarrhaus in Crostwitz

Das Passionsspiel wird in obersorbischer Sprache aufgeführt. Eine Simultan-Übersetzung ins Deutsche kann von den Zuschauern über Kopfhörer verfolgt werden.
Der sorbische Urtext des Stückes stammt von Anton Nawka (1913–1998) und Pfarrer Martin Salowski (Měrćin Salowski) (1932–2010). Die überarbeitete Fassung wurde von Georg Spittank (Jurij Špitank) sowie Peter und Ludwig Gärtner (Pětr und Ludwig Zahrodnik) zusammengestellt.
Die Passionsspiele finden seit 1995 alle zehn Jahre statt, die letzten im September 2015. Vorläufer dieser aktuellen Festspielreihe gab es in Crostwitz bereits 1936 und 1947.
Die ersten Festspiele im Jahr 1995 fanden mit etwa 120 Akteuren unter der Regie von Jan Mahr (1939–2010) vom Deutsch-Sorbischen Volkstheater statt.
Im Jahr 2015 waren etwa 240 Darsteller und Chorsänger beteiligt, die von den Regisseuren Thomas Ziesch (Tomaš Cyž), Michael Ziesch (Michał Cyž) und Peter Gärtner (Pětr Zahrodnik) angeleitet wurden. Jesus-Darsteller war Marko Zieschwauck (Marko Dźisławk).
Der größte Teil der benutzten Kostüme stammte aus dem Fundus der Oberammergauer Passionsspiele.
Die Aufführungen fanden jeweils im Pfarrgarten der Pfarrei St. Simon und Juda statt.
Der Cyrill-Methodius-Verein (TCM) ist für die gesamte Organisation verantwortlich.

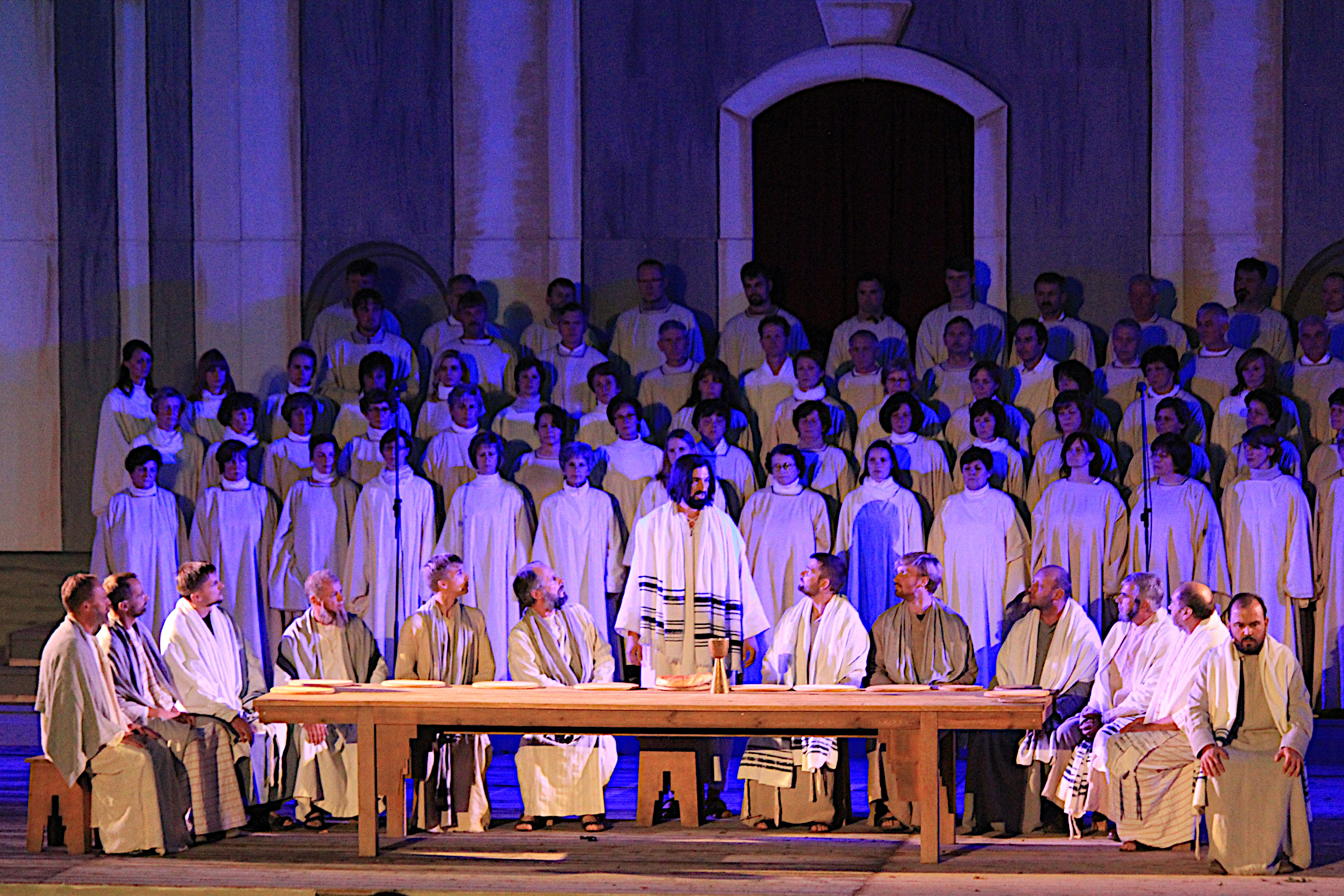
Das letzte Abendmahl (Aufführung 2015)

Von der letzten Aufführung 2015 wurde vom SAEK Bautzen eine Video-Aufzeichnung erstellt, synchronisiert und mit deutschen Untertiteln versehen, die im Oster-Programm 2020 im Regional-TV zu sehen war.

## Zusammenarbeit mit anderen Passionsspielorten
Die Veranstalter von Passionsspielen aus ganz Europa treffen sich seit den 1980er Jahren im Rahmen der „Europassion“ zum Erfahrungsaustausch. Zum 32. Treffen im polnischen Cieszyn (Teschen) im Jahr 2016 waren Vertreter von 38 Passionsspielorten aus vierzehn Ländern angereist, darunter auch Vertreter der Höritzer Passionsspiele im Böhmerwald und aus Crostwitz.
Seit 2017 ist die Crostwitzer Passionsvereinigung Mitglied der Europassion.